# 小野牧夫
小野 牧夫（おの まきお、1924年 - ）は、日本の国語教育学者。長野県生まれ。1948年、東京大学国文学科卒業。小学校・中学校・高等学校・短期大学の教員を経て、大東文化大学文学部教育学科教授をつとめた。日本教職員組合や全日本教職員組合等の教育研究集会や教育課程編成講座で講師も務めた。日本文学協会・国語教育部会会員。息子は日本美術会の小野章男。

## 著書
- 『国語・文学教育の研究』（秀英出版、1985年）

## 共著書
- 『私たちの教育課程研究 国語教育』（一ツ橋書房、国分一太郎・田宮輝夫・遠藤豊吉・野村篤司との共著、1968年）
- 『国語・文学の教育』（日本教職員組合編、国分一太郎・田宮輝夫・鈴木康之・横森サチ子・須田清・宮下久夫・加藤光三・安藤操・乙部武志・永易実・高井久美・石川宏子との共著、一ツ橋書房、1978年11月）
- 『国語と私たち』（大月書店、林 悦三、依田 丈治、神林 桂一、丸尾 寿郎との共著、1990年4月、ISBN 4272402315 ）